# Razor-qt
O Razor-qt foi um ambiente de trabalho simplista e leve de código aberto baseado em Qt para sistemas operacionais baseados em Unix. Foi substituído pelo ambiente de trabalho LXQt que é uma fusão do mesmo com o LXDE.

## Visão geral
O Razor-qt estava nos estágios iniciais de desenvolvimento, em fevereiro de 2012, o ambiente incluía um visualizador e alternador de painel, uma área de trabalho, um iniciador de aplicativos, um centro de configurações e sessões. Esses componentes podem ser habilitados ou desabilitados pelo usuário.
O Razor-qt pode ser usado com qualquer gerenciador de janelas X moderno, como Openbox, fvwm2 ou KWin.
O consumo de memória do Razor-qt é um pouco maior do que o do LXDE, ele usava 114 MiB no teste de um usuário, enquanto o LXDE usava 108 MiB.